# Giovanni Giacomo Pandolfi
Pour les articles homonymes, voir Pandolfi.
 Giovanni Giacomo Pandolfi (le prénom est parfois orthographié Gian ou Giovan ; né en 1567 à Pesaro et mort dans la même ville en 1636) est un peintre italien de la période maniériste.

## Biographie
Giovanni Giacomo Pandolfi est né et a vécu à Pesaro dans la région des Marches.  
Il a étudié avec Federico et Taddeo Zuccari, mais a été fortement influencé par Federico Barocci originaire d'Urbino. 
Son œuvre la plus connue est une fresque du plafond de l'oratoire de l'église de la Confrérie du Très Saint Nom de Dieu, à Pesaro, qui a été réalisée de 1617 à 1619. 
Il a aussi réalisé de nombreuses peintures dans d'autres églises et couvents à Pesaro, (église Sant'Andrea),  Fano (église San Gimignano) , Sant'Angelo in Vado (église San Filippo), Cagli, ainsi que d'autres villes de la région des Marches. 
Son style suit le maniérisme dit émilien, caractérisé par le sfumato de couleurs et l'arrondi des corps humains. 
Le peintre italien Simone Cantarini a été l'un de ses élèves.

## Œuvres
- Fresque, plafond de l'église de la Confraternité, Pesaro.
- Annonciation (1636), Cathédrale de Cagli.
- Saint Michel, Le Fitzwilliam Museum, Cambridge, Royaume-Uni.
- La Vierge et l'Enfant entre saint Charles Borromée et saint François, musée des beaux-arts, Dole.

Musée du Louvre, dessins,  département des Arts graphiques, Paris :
- Apollon écorchant Marsyas,
- Femme et enfant et une figure assise, deux hommes debout et un cavalier,
- Figure attrapant une femme, l'Amour, femme de profil (feuille d'études),
- Philémon et Baucis devant Zeus et Hermès,
- Saint Antoine à genoux, tourmenté par les démons, délivré par un ange
- L'Assomption de la Vierge,
- La Vierge avec l'Enfant Jésus et le jeune saint Jean portant l'Agneau
- La Vierge et l'Enfant, Ste Élisabeth, St Jean et St Joseph travaillant,
- Le Saint-Esprit apparaissant à saint Nicolas tandis qu'il dit la messe,
- Saint Basile baptisant un vieillard,
- Saint Étienne agenouillé devant l'Enfant assis sur les genoux de la Vierge,
- Sainte Luce agenouillée portant dans son cou l'épée et recevant la communion,
- Sainte Scolastique et Saint Benoît,
- Un franciscain lisant sur un lutrin, dans une bibliothèque,

## Liens
- Peintres nés dans les Marches